# 大内 (丸森町)
大内（おおうち）は、宮城県伊具郡丸森町の大字。2015年10月1日現在の世帯数は768世帯、人口は2,442人。郵便番号981-2501。

## 地理
丸森市南東部、雉子尾川流域にあたる。西で大字金山・字石倉・字上滝東・大字筆甫、北で大字小斎および角田市島田、東で亘理郡山元町坂元および福島県相馬市初野・椎木および相馬郡新地町駒ケ嶺・杉根・谷地小屋・真弓・福田、南で相馬市山上と接する。国道113号が縦貫し、そこから宮城県道103号金山新地停車場線、宮城県道245号角田大内線、宮城県道228号相馬大内線がそれぞれ山元町、新地町、相馬市に向かう。青葉温泉・斉川温泉・天明高原を観光地として抱える。

### 山岳
- 地蔵森
- 五社壇
- 鹿狼山
- 羽黒山
- 天明山
- 手倉山

### 河川
- 雉子尾川

## 歴史

### 沿革
- 幕末時点では伊具郡大内村、伊手村であった。陸奥仙台藩領。
- 1868年（明治元年）12月24日 - 白石藩領となる。
- 1869年（明治2年）
  - 8月7日 - 白石県の管轄となる。
  - 11月27日 - 白石県が県庁を角田城に移転し、角田県に改称。
- 1871年（明治4年）11月2日 - 第1次府県統合により仙台県の管轄となる。
- 1872年（明治5年）1月8日 - 仙台県が宮城県に改称。
- 1876年（明治9年）
  - 4月22日 - 磐前県の管轄となる。
  - 8月21日 - 第2次府県統合により宮城県の管轄となる。
- 1889年（明治22年）4月1日 - 町村制の施行により、大内村、伊手村が合併して大内村が発足。
- 1954年（昭和29年）12月1日 - 大内村が丸森町・金山町 (丸森町)・筆甫村・小斎村・舘矢間村・大張村・耕野村と合併し、改めて丸森町が発足。丸森町の大字となる。

## 交通

### バス
- 丸森町民バス
  - 角田ターミナル - 丸森駅 - 金山町 - 大内（大内線）

### 道路
- 国道113号
- 宮城県道103号金山新地停車場線
- 宮城県道228号相馬大内線
- 宮城県道245号角田大内線

## 施設
- 丸森町立大内中学校
- 丸森町立大内小学校
- 大内保育所
- 大内郵便局
- いきいき交流センター大内
- 伊手コミュニティーセンター
- 北伊手集会所
- 南伊手公会堂
- 空久保集会所
- 佐野生活センター
- はたまき・手づくりの里
- 天明カントリークラブ